# Ørnen (tv-serie)
 For alternative betydninger, se Ørnen. (Se også artikler, som begynder med Ørnen)
Ørnen: En krimi-odyssé er en dansk dramaserie på 24 afsnit - tre sæsoner af otte afsnit. Ørnen rullede over skærmen for første gang d. 10/10-2004. Serien er skrevet af Peter Thorsboe og Mai Brostrøm, og den er produceret af Danmarks Radio i samarbejde med flere udenlandske tv-stationer. Serien havde ifølge CDON.dk i gennemsnit 1,5 millioner seere i Danmark. Ydermere har serien vundet en Emmy Award for bedste internationale drama-serie i 2005 fra The international Academy of Television, Arts and Science. 
Ørnen udmærkede sig ved et specielt fortællelag. På den ene side ses historien om kriminalinspektøren Hallgrim Ørn Halgrimsson, som efterforsker indviklede drabssager i forbindelse med organiseret kriminalitet. Sideløbende fortælles der en mere personlig fortælling om Halgrimssons person, der har personlige problemer, og som ikke formår at tage vare på sig selv. Derfor findes hovedpersonen på grænsen til en eksistentiel krise. Det er også bemærkelsesværdigt, at hvert afsnit starter med et kodenavn, som alle stammer fra græsk mytologi.  

## Plot
Serien følger Rigspolitiets særlige afdeling, hvilket består af hovedpersonen islændingen Halgrim Hallgrimsson og hans team. 
Første afsnit i første sæson handler om at samlingen et nyt team i den nye afdeling for grænseoverskridende og organiseret kriminalitet, som den nyudnævnt politimester Thea Nellemann (Ghita Nørby) har ansvar for. Hun mangler dog en ansøgning fra Hallgrim som efterforskningsleder. Dog handler første afsnit først og fremmest om jagten på den russiske Sergej, og opklaringen mordet af en politimand, der findes død på et toilet i lufthavnen. 
Jagten på Sergej fortsætter i andet afsnit, hvor man samtidig leder efter Mr. Luka, som ender med at narre Sergej. Samtidig forsøger efterforskningsholdet at finde Sergejs danske forbindelse.  I mellem tiden er Hallgrim nødsaget til at aflyse til rejse hjem til Island for anden gang, hvor hans mor lige er afgået ved døden.  
Sergej lurer i baggrunden det meste af første sæson. Da Sergej kommer i fængsel kommer afdelingen i besiddelse af et beslaglagt parti beriget uran, som er stort nok til at kunne udslette en storby på størrelse med København. Ydermere bliver flere af gruppens medarbejdere ramt af personlige kriser. Blandt andet Frandsen som måske har været i direkte kontakt med uranen, og dermed kan have været i berøring af strålinger fra uranen – hvilket kan have døden som følge, da dette kan virke stærkt kræftfremkaldende. Ditte Hansen er alene med sine tre børn. To af disse befandt sig i et hus, hvor Sergej havde været samtidig med børnene, og dræbt morens veninde på anden etage. 
De finder Sergej, og han kommer i fængsel. Ørnen besøger Sergej i fængslet fordi, han vil vide, hvad Sergej skulle med uranen, og hvor han har fået det fra. Ørnen vil forhandle med Sergej, så han kan få nedsat straf, hvis blot han vil give Ørnen oplysninger herom. Der bliver ydermere også lækket oplysninger til PET (Politiets Efterretningstjeneste) om Hallgrims hvilke planer Hallgrim har for uranen. Som konsekvens af lækningen bliver PET sat på sagen om det beslaglagte parti uran. Lækningen skaber tvivl i Halgrimssons gruppe, da man ved, at oplysningerne skal komme indefra, hvilket skaber splittelse i efterforskningsgruppen. Senere finder gruppen ud af, at det er Maria Wied, der er lækket oplysningerne til sin gode ven fra PET. Det medfører et jobtilbud hos PET for Marie Wieds vedkommende.
Da Sergej skal afhøres, og på vej fra transporteren og ind i afhøringslokalet bliver han skudt af Darius Petrauskas. Politimesteren Thea Nellemann mener, at det er PET’s skyld, fordi de har offentligt gjort planen om at afhøre Sergej på deres hovedkontor. Så offentliggørelsen kan have givet en ’muldvarp’ oplysninger om tid og sted for overflytningen af Sergej. Denne mulvarp kan have været bange for, at Sergej skulle ’sælge’ ham, og har derfor været nødsaget til at skyde Sergej. Dog har Sergej allerede fortalt, at han har købt uran ud fra Rusland, og Frandsen tager derfor ud til den russiske kirke, og taler med russeren Leonid Mironov fra den russiske ambassade. Leonid Mironov ønsker Sergej død, fordi han er bange for at Sergej kan  afslører hemmeligheder, der vil kunne skade Rusland.  
Mironov besøger Sergej på hospitalet. Han er interesseret i, hvor Sergej har gemt uranen, hvortil Sergej fortæller, at Ørnen har den.   Det viser sig så, at Sergejs morder – Darius Petrauskas – er kærester med Mironovs datter, og de har et barn sammen.
Efter drabsforsøget på Sergej bliver det bestemt i ministeriet, at PET skal overtage sagen. Dog vil Sergej  - der ligger i en sygeseng på hospitalet - kun tale med Ørnen, og derved forbliver Ørnens team stadig på sagen. Sergej når at fortælle Ørnen, hvem køberen til uranen er. Det er Agim der står nr. 10 på European Crime Top 100, der skal købe uranen. Agim er veletableret i det kriminelle miljø, og han står for 40% af heroinhandlen til Skandinavien.  Ørnen sender Nazim ud som lokkedue. Nazim skal foregive at være sælger af den beslaglagte uran. Men noget går galt, og ved Agim og Nazims møde i Oslo, får Agim et tip om, at Nazim ikke er den sælger, som de troede han var.  Så mødet mellem Agim og Nazim udvikler sig til et skuddrama på åben gade i Oslo. Agim flygter under skudepisoden. 
Agim vil bruge uranen til at lave en bombe som skulle bruges i Parken under kampen mellem Danmark og Rusland. Personen som Agim har fået til at lave bomben ud af uranen , bliver i tvivl om, hvorvidt de udnytter ham,. Han sprænger derfor bomben i et lagerhus, hvor Agim også befinder sig.  Agims familie udlover en dusør til den, der dræber Hallgrim, fordi de er bevidste om, at det er Hallgrim der står bag mordet på kosovo-albaneren Agim. Hallgrim bliver derefter stukket ned, og svæver mellem liv og død over noget tid. Men de kriminelle sager stopper ikke, fordi Hallgrim er indlagt. 
Hallgrims team bliver bekendtgjort med en litauisk kvinde, der i årevis har solgt masser af unge østeuropæiske kvinder til vestlige lande. Dette bliver gruppens næste opgave at løse. De finder bagmændene, og Hallgrim ser ud til at være i bedring i sidste afsnit af sæsonen.
I første sæson er der en eller anden form for forbindelse, med de fleste kriminelle. Enten på et familiært plan eller på et arbejdsmæssigt plan.  Så i store træk, hænger hvert afsnit sammen, og der er oftest en form for cliffhanger, til næste afsnit. Den overordnede konflikt i første sæson omhandler forholdet mellem Rusland og Danmark, og deres kriminelle miljøer. 
Sæson 2 starter med at en lille dansk pige, som har været et offer i en international pædofili-sag, i det sidste afsnit er Hallgrím i Island, hvor han jagter en serbisk krigsforbryder.

## Faste medvirkende
- Jens Albinus (Hallgrímur Örn Hallgrímsson, kaldet Ørnen)
- Ghita Nørby (Thea Nellemann)
- Marina Bouras (Marie Wied)
- Janus Nabil Bakrawi (Nazim Talawi)
- Steen Stig Lommer (Villy Frandsen)
- David Owe (Michael Kristensen)
- Susan A. Olsen (Ditte Hansen)

## Øvrige medvirkende ( i udvalg)
- Thomas W. Gabrielsson (Sergej Vastjinski)
- Elva Ósk Ólafsdóttir (Jóhanna Hallgrímsdóttir)
- Mette Gregersen (Unge Ísbjörg)
- Morten Lützhøft (Holsøe)
- Karen-Lise Mynster (Alice Villum - justitminister)
- Uwe Kockisch (Bosco Markovic)
- Kristian Ibler (Nino Djapic)
- Hans Henrik Clemensen (Storm - advokat)
- Michael Carøe (Frederik Von H)
- Henrik Lykkegaard (Jens)
- Jeanette Hain (Regine Eberlein - tysk kriminalinspektør)
- Jens Jørn Spottag (Søren Stræde)
- Sonja Richter (Anna)
- Søren Spanning (Jens Aagård)
- Kim Strandsø (Hanzi – tysk betjent)
- Hans Alfredson (Eigilsson - Hallgrimurs far)
- Melinda Kinnaman (Frida)
- Bjørn Floberg (Nils Hauge - norsk kriminalinspektør)
- Johan H. Kjellgren (Horace Rydén - svensk kriminalinspektør)

## Afsnit

### Sæson 1
1. Kodenavn: Sysifos - Del 1 (sendt første gang 10. oktober 2004)
2. Kodenavn: Sysifos - Del 2 (sendt første gang 17. oktober 2004)
3. Kodenavn: Skylla - Del 3 (sendt første gang 24. oktober 2004)
4. Kodenavn: Ifigenia - Del 4 (sendt første gang 31. oktober 2004)
5. Kodenavn: Ares - Del 5 (sendt første gang 7. november 2004)
6. Kodenavn: Ares - Del 6 (sendt første gang 14. november 2004)
7. Kodenavn: Nemesis - Del 7 (sendt første gang 21. november 2004)
8. Kodenavn: Hades - Del 8 (sendt første gang 28. november 2004)

Sæson 1 er udkommet på dvd.

### Sæson 2
1. Kodenavn: Kronos - Del 9 (sendt første gang 9. oktober 2005)
2. Kodenavn: Kronos - Del 10 (sendt første gang 16. oktober 2005)
3. Kodenavn: Erinye - Del 11 (sendt første gang 23. oktober 2005)
4. Kodenavn: Agamemnon - Del 12 (sendt første gang 30. oktober 2005)
5. Kodenavn: Agamemnon - Del 13 (sendt første gang 6. november 2005)
6. Kodenavn: Agamemnon - Del 14 (sendt første gang 13. november 2005)
7. Kodenavn: Keres - Del 15 (sendt første gang 20. november 2005)
8. Kodenavn: Keres - Del 16 (sendt første gang 27. november 2005)

Sæson 2 er udkommet på dvd

### Sæson 3
1. Kodenavn: Kalypso - Del 17 (sendt første gang 8. oktober 2006)
2. Kodenavn: Kalypso - Del 18 (sendt første gang 15. oktober 2006)
3. Kodenavn: Thanatos - Del 19 (sendt første gang 22. oktober 2006)
4. Kodenavn: Thanatos - Del 20 (sendt første gang 29. oktober 2006)
5. Kodenavn: Minos - Del 21 (sendt første gang 5. november 2006)
6. Kodenavn: Minos - Del 22 (sendt første gang 12. november 2006)
7. Kodenavn: Ithaka - Del 23 (sendt første gang 19. november 2006)
8. Kodenavn: Ithaka - Del 24 (sendt første gang 26. november 2006)

Sæson 3 er udkommet på dvd